# Patinoire Michel-Raffoux
 (septembre 2024).
La Patinoire Michel Raffoux est le nom donné à la patinoire communautaire de Dunkerque.

## Histoire

### Première patinoire
La première patinoire Michel Raffoux, inaugurée en 1971, se situait 11 place Paul Asseman. Elle ferme ses portes le 31 juillet 2019. Ses dimensions étaient de 56m x 26m, ce qui était plus petit que la patinoire actuelle.

### Seconde patinoire
La seconde patinoire Michel Raffoux est ouverte le 1er août 2019. Elle se situe sur le Môle 1, un ancien quai du port autonome. Sa capacité d’accueil est de 1400 places assises, avec une piste olympique de 60m x 30m (1800 m²) et une piste d'entraînement (800 m²).

## Clubs
- Elle accueille l'équipe de hockey sur glace des Corsaires de Dunkerque.
- Le club de patinage artistique.

## Événements
La patinoire doit accueillir les championnats de France de patinage artistique 2020 en décembre 2019.